# Nogales (Chile)
Nogales es una comuna de la zona central de Chile, perteneciente a la provincia de Quillota en la Región de Valparaíso, Chile. 
La comuna de Nogales está formada por cinco distritos censales: Nogales (capital comunal), El Melón, Pucalán (del quechua: pucala ‘colorado’), El Cobre y La Peña.

## Etimología
El nombre de la comuna se remonta a sus orígenes como comuna. Había en el sector un molino de granos, el cual tenía un par de nogales en sus costados, así la gente cuando se dirigía a este molino lo hacía diciendo que iba al molino de los nogales, de esta forma, la gente empezó a utilizar esos árboles como nombre de la localidad.

## Historia
La iglesia Santa Isabel de Hungría y los edificios aledaños -casa parroquial, liceo Felipe Cortés y hogar de ancianos-, son los únicos testimonios existentes del proceso de formación del pueblo de El Melón. La localidad se originó, con el nombre de Los Nogales, a mediados del siglo XIX, en virtud de la construcción del camino hacia el norte y a la explotación de cobre y caliza. Esta última actividad otorgó su sello al poblado. 
Francisco Astaburoaga en 1899 en su Diccionario Geográfico de la República de Chile : 476  describe a Nogales como una 'aldea':

Nogales.-—Aldea del departamento de Quillota situada en el valle de Purutún, banda norte del río Aconcagua, y á 15 kilómetros á este punto de la estación de la Calera del ferrocarril de Santiago á Valparaíso. Es asiento de municipalidad que rige ó comprende el territorio de las subdelegaciones de su nombre, Hijuelas, Melón y Romeral. Tiene escuela gratuita, estafeta y establecimiento de hornos de fundición de minerales de cobre. Su población, con la de un fundo contiguo de su nombre, es de 1,397 habitantes.

En 1906 se creó la industria Cemento Melón, la cual atraería una numerosa inmigración. La iglesia de Santa Isabel de Hungría y la Escuela Felipe Cortés -actualmente Liceo Particular- fueron resultado de este auge. La estación ferroviaria Nogales fue inaugurada junto con el resto de la línea entre La Calera y La Ligua en 1897.
Las construcciones se levantaron en 1920, gracias a la iniciativa de la señora Isabel Brown, casada con José Regis Cortés, propietario de la Hacienda El Melón. La señora Brown se destacó por las numerosas obras de beneficencia y adelanto que realizó para la comunidad; entre otras, destaca la Universidad Católica de Valparaíso, institución de la que fue su principal propiciadora.
El geógrafo Luis Risopatrón lo describe a Nogales como una ‘aldea’ en su libro Diccionario Jeográfico de Chile en el año 1924: : 589 

Nogales (Aldea) 32° 45’ 71° 14'. Es de corto caserío, cuenta con servicio de correos, telégrafos, escuelas públicas i estación de ferrocarril i se encuentra en el valle de El Melón, a 216 m de altitud, a 5 kilómetros al N de la estación de La Calera.

En 1929, la benefactora donó la Iglesia y la Escuela -cuyo nombre recuerda a un hijo de la pareja que falleció prematuramente- al Obispado de Santiago. A partir de 1939, y por iniciativa de la señora Brown, -una de cuyas hijas era religiosa carmelita-, administró la parroquia y la escuela la Orden de los Padres de esta congregación, quienes han realizado una vasta labor misional y educativa en la zona hasta el presente.
En términos políticos, liberales y conservadores se disputaron la alcaldía en varios momentos. Sin embargo, la actividad minera también influyó en la temprana influencia de grupos de izquierda, en particular del Partido Comunista (PC). En 1941, por ejemplo, fue elegido alcalde el comunista Carlos Vásquez Torres, profesor, quien se mantuvo hasta 1947. Ocupó nuevamente el cargo en 1960-1962, 1963-1968 y 1971-1973.

## Medio ambiente

### Geomorfología y componentes abióticos

Trazado simplificado de los ecosistemas y cuerpos de agua presentes en la comuna de Nogales.

La comuna de Nogales se encuentra emplazada en las unidades geomorfológicas de Cordones transversales y Llanos de sedimentación fluvial o aluvional; y presenta según la clasificación climática de Köppen clima mediterráneo de lluvia invernal (Csb) y clima mediterráneo de lluvia invernal de altura (Csb (h)). Esta además se halla entre las cuencas hidrográficas de Costeras del río La Ligua y río Aconcagua, río Aconcagua y río La Ligua. Además, la comuna posee diversos cuerpos de agua, entre los que se destacan el río Aconcagua, .

### Componentes bióticos
Dentro del territorio de la comuna se pueden hallar los siguientes ecosistemas:
- Bosque esclerófilo mediterráneo andino donde predominan Kageneckia angustifolia y Guindilia trinervis (Vulnerable)
- Bosque esclerófilo mediterráneo costero donde predominan Cryptocarya alba y Peumus boldus (Vulnerable)
- Bosque esclerófilo mediterráneo costero donde predominan Lithrea caustica y Cryptocarya alba (Casi amenazado)
- Matorral bajo mediterráneo andino donde predominan Chuquiraga oppositifolia y Nardophyllum lanatum (Preocupación menor)
- Matorral espinoso mediterráneo interior donde predominan Puya coerulea y Colliguaja odorifera (Casi amenazado)

### Medidas de protección ambiental y conflictos socioambientales
Hasta 2022, la comuna de Nogales cuenta con las siguientes zonas que poseen algún nivel de protección ambiental:
- Cordillera El Melón (Sitios Ley 19.300)[14]
- Cuesta el Melón - Altos de Pucalán - La Canela (Sitios ERB)[15]
- Humedal Estero El Litre (Humedal urbano)[16]
- La Campana - Peñuelas (Reserva Biósfera)[17]
- río Aconcagua (Sitios ERB)[18]

## Demografía
Según los datos recolectados en el censo del Instituto Nacional de Estadísticas (INE) 2017, la comuna posee una superficie de 405 km² y una población de 22 120 habitantes, de los cuales son 11.321 mujeres y son 10.799 hombres.
Nogales acoge al 1,22 % de la población total de la región. Un 13,57 % (2.935 habitantes) corresponde a población rural y un 86,43 % (18.698 habitantes) a población urbana.

## Administración

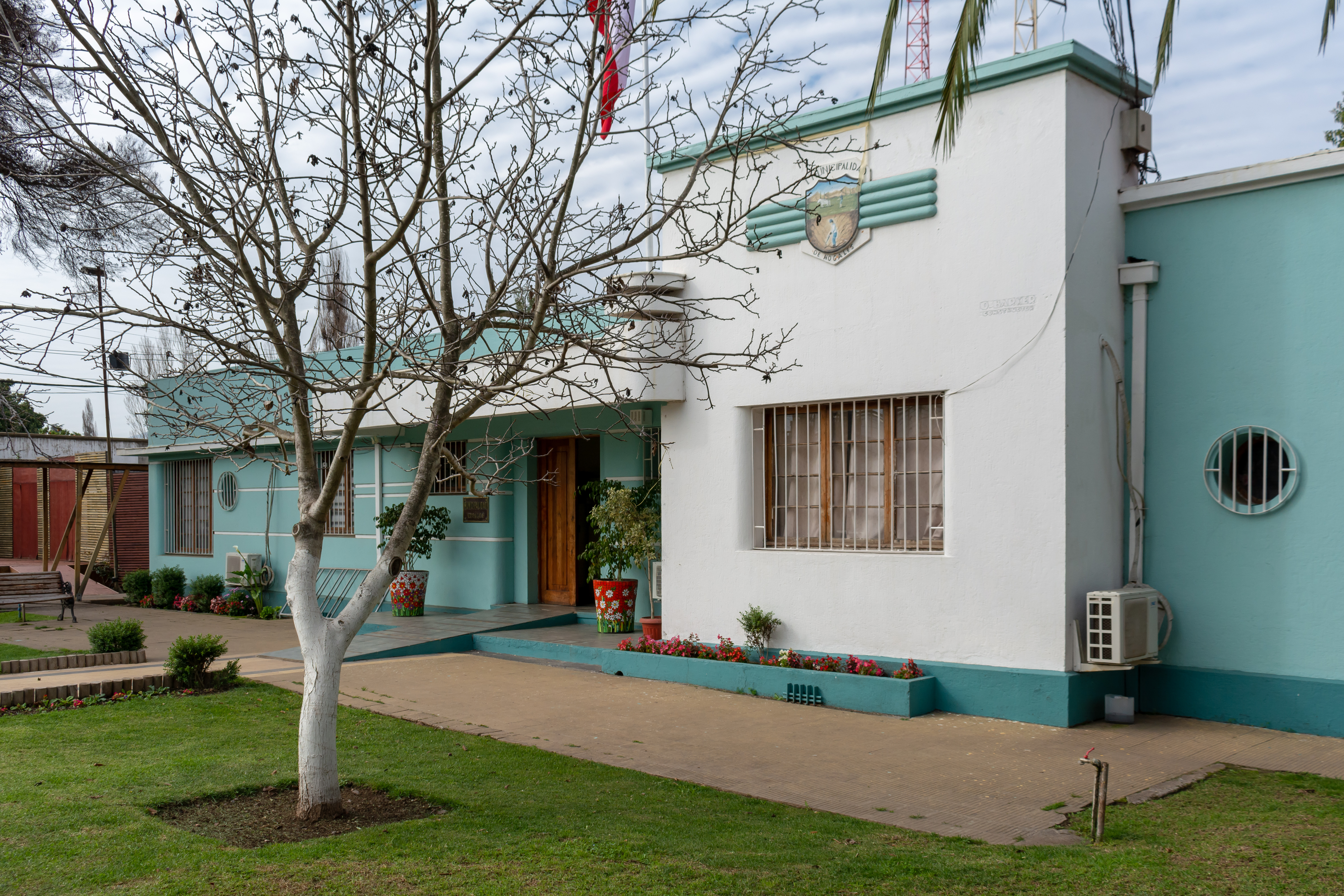
Edificio de la Municipalidad de Nogales.

### Municipalidad
La Ilustre Municipalidad de Nogales es dirigida por la alcaldesa Margarita Osorio Pizarro (Amplitud), quien es la máxima autoridad comunal, quien está asesorada y fiscalizada por los Concejales:
- Pascual Sánchez Cortés (PDC)
- Juan Rivera Rojas (PCCh)
- Eduardo Bueno Navarro (Amplitud)
- Ferdinan Gachón Jérez (Ind./RN)
- Jaime Lineros Díaz (PRSD)
- Johao Marchant Valenzuela (PS)

### Representación parlamentaria
A nivel parlamentario, la comuna pertenece al distrito electoral n.º 6 y a la VI circunscripción senatorial (Región de Valparaíso). Es representada en la Cámara de Diputados y Diputadas del Congreso Nacional por los diputados Diego Ibáñez (CS), Francisca Bello (CS), Nelson Venegas (PS), Carolina Marzán (PPD), Andrés Longton (RN), Camila Flores (RN), Chiara Barchiesi (PRCh) y Gaspar Rivas (PDG) en el periodo 2022-2026. A su vez es representada en el Senado de Chile por los senadores Francisco Chahuán (RN), Kenneth Pugh (RN), Ricardo Lagos Weber (PPD), Isabel Allende (PS) y Juan Ignacio Latorre (RD).

## Economía
La localidad de El Melón es rica en yacimientos mineros de cobre y caliza. El cobre lo extrae la empresa Anglo American Chile con su división El Soldado, que le da nombre a la mina que es de tajo abierto donde la mina subterránea ya no es operada. En cambio, el yacimiento de caliza es extraído por la empresa Cemento Melón desde el subsuelo, que lleva el material a la ciudad de La Calera, donde es procesada y comercializada, por medio de un tren de carga. Dicho tren recibe tradicionalmente el nombre de "El Calero".
Otro recurso es la agricultura, la comuna tiene fértiles tierras donde se cosechan muchos productos como la papa, el choclo el tomate.
En 2018, la cantidad de empresas registradas en Nogales fue de 327. El Índice de Complejidad Económica (ECI) en el mismo año fue de -0,12, mientras que las actividades económicas con mayor índice de Ventaja Comparativa Revelada (RCA) fueron Cultivo de otras Legumbres (453,96), Cultivo de Plantas cuyas Hojas o Frutas son usadas para Preparar Bebidas (122,54) y Cultivo de Otros Cereales (58,28).

## Lugares de interés

### La iglesia de Santa Isabel de Hungría
La iglesia de Santa Isabel de Hungría fue diseñada por el arquitecto español Daneri. En la construcción se utilizaron materiales, muebles e imágenes traídas de España, los cuales se conservan actualmente en su interior. El conjunto se erige en torno a un patio de baldosas, destacando el frontis de la iglesia, flanqueado por columnas y coronado por la hermosa torre campanario.
Estos inmuebles gozan de protección oficial como Monumentos Históricos no solo por sus méritos arquitectónicos e históricos, sino también por el gran afecto de que son objeto por parte de los habitantes del pueblo de El Melón. Es importante destacar también la existencia de una estrategia de desarrollo comunal que contempla proteger y rescatar bienes culturales y naturales que son parte del patrimonio histórico de la comuna Nogales.

## Deportes

### Fútbol
La comuna de Nogales ha tenido a un club participando en los Campeonatos Nacionales de Fútbol en Chile.
- Municipal Nogales Melón (Cuarta División 2000 y tercera división 2001-2004).